# Sovjetunionens love
Sovjetunionens lov – eller socialistisk lov – var det lovsystem, der blev udviklet i Sovjetunionen efter oktoberrevolutionen i 1917. Modificerede versioner af det sovjetiske lovsystem blev overtaget af mange kommunistiske lande efter 2. verdenskrig, heriblandt Mongoliet, Folkerepublikken Kina, warszawapagtlandene i Østeuropa, Cuba og Vietnam.
Det sovjetiske lovsystem betragtede lovene som en del af politikken og retsalene som regeringens repræsentanter. Systemet var opbygget for at kunne beskytte staten mod borgeren, snarere end at skulle beskytte borgeren mod staten.[kilde mangler] Det sovjetiske hemmelige politi fik udstrakte beføjelser til at idømme straffe uden rettergang.

## Den sovjetiske opfattelse af lov

### Tidlige, sovjetiske love
I 1917 tilbagekaldte de sovjetiske myndigheder formelt alle love fra Zartiden og opbyggede et socialistisk lovsystem. Dette system afskaffede vestlige retsopfattelser som frihedsrettighederne, retsplejelov og ejendomsret. Ifølge vestlig retsteori "er det individet, der skal nyde godt af menneskerettighederne, som skal holdes i hævd mod regeringen", mens de sovjetiske love byggede på den modsatte holdning. Forbrydelse blev defineret ikke som en lovovertrædelse, men som enhver handling, der kunne true sovjetstaten.
For eksempel kunne profitmageri fortolkes som en kontrarevolutionær handling, der kunne medføre dødsstraf. Deportationen af 'kulakkerne' skete med henvisning til paragraffer i den sovjetiske civilret. Visse sovjetiske forskere slog endda fast, at "undertrykkelse af forbrydelse" kunne iværksættes, når der ikke var nogen skyldfølelse.". Martin Latsis, som var leder af den ukrainske Cheka, forklarede:
"Se ikke i bevismaterialerne for at afgøre, om den anklagede gjorde modstand mod sovjetsystemet med ord eller våben. Spørg ham i stedet, hvilken klasse han tilhører, hvad der er hans baggrund, hans uddannelse og hans erhverv. Det er disse spørgsmål, der kommer til at besegle den anklagedes skæbne. Det er indholdet og det centrale i rød terror."
Formålet med skueprocesserne var "ikke at påvise, om der forelå eller ikke forelå en forbrydelse, – det var afgjort på forhånd af de rette pariorganer – men at skaffe endnu et forum for sovjetstatens politiske propaganda til opbyggelse for borgerne. Forsvarsadvokaterne skulle være medlemmer af kommunistpartiet, og de var tvunget til at anse deres klienters skyld for en given sag..."

## Grundlove
- Den russiske grundlov af 1918
- Sovjetisk grundlov af 1924
- Sovjetisk grundlov af 1936
- Sovjetisk grundlov af 1977

## Rettergang
Sovjetisk lov byggedes på et system, hvor en dommer, en offentlig anklager og en forsvarer diskuterede skyldsspørgsmålet – med dommerens fulde deltagelse. Før 1956 fandtes der endda et justitsministerium i USSR.
Dommerne holdt de juridiske spidsfindigheder nede på et minimum, for rettergangens erklærede formål var at finde sandheden snarere end at beskytte lovmæssige rettigheder. Visse andre sider af sovjetisk lov lignede det angelsaksiske system ganske nøje. Teoretisk set var alle borgere lige for loven – de anklagede kunne appellere til en højere domstol, hvis de mente, at deres dom var for streng. Anklageren kunne dog også appellere, hvis han eller hun anså dommen for at være for mild. Sovjetisk lov garanterede også de anklagede retten til en forsvarer og tilladelse til, at retssagen kunne foregå på deres eget sprog eller via en tolk. Selv om de fleste retssager foregik for åbne døre, kunne de også foregå uden offentlighedens adgang, hvis den sovjetiske regering anså det for nødvendigt.